# Port Zayed
Le Port Zayed (en arabe : ميناء زايد - Mena Zayed ou Mina Zayid) est un port maritime en eaux profondes situé au nord-est de la ville d'Abou Dabi, capitale des Émirats arabes unis. Il fut construit de 1968 à 1972 et nommé en l'honneur de l'ancien président des Émirats arabes unis Zayed ben Sultan Al Nahyane.

## Économie
Le port est l'une des nombreuses raisons du développement rapide des Émirats car ses eaux profondes permirent le transport d'hydrocarbures par pétroliers et superpétroliers. C'est également un centre commercial pour les bateaux de pêche. Des projets sont actuellement à l'étude pour déplacer le port vers la ville de Taweelah afin de réduire le trafic des poids lourds à Abou Dabi et libérer des terres pour développer des quartiers résidentiels et des centres commerciaux.

## Activité militaire
En 2009, une base navale de la Marine nationale a été inaugurée. Elle s'étend sur 8 hectares et dispose d'un quai de 300 mètres de long pour 200 mètres de profondeur ainsi qu'un héliport.
Elle fait partie de l'implantation militaire française aux Émirats arabes unis.

## Activité sportive
Le port héberge chaque année les infrastructures (logistique et stands) de la première épreuve du Championnat du monde Red Bull de course aérienne qui se court face à la corniche d'Abou Dabi.